# Красносільці (зупинний пункт)
Красносі́льці — пасажирський залізничний зупинний пункт Тернопільської дирекції Львівської залізниці.
Розташований у селі Красносільці, Збаразький район Тернопільської області на лінії Тернопіль — Ланівці між станціями Збараж (9 км) та Ланівці (30 км).
Станом на травень 2019 року щодня дві пари дизель-потягів прямують за напрямком Ланівці — Тернопіль-Пасажирський.